# Distretto di Seo (Gwangju)
Seo (Hangŭl: 서구; Hanja: 西區) è un distretto di Gwangju. Ha una superficie di 46,74 km² e una popolazione di 106.561 abitanti al 2007.